# Uppsala Stadsteater
Uppsala stadsteater (tidigare Upsala-Gävle stadsteater) är en teater på Kungsgatan i Uppsala.

## Historik
Teatern hette mellan 1951 och 1982 Upsala-Gävle stadsteater eftersom städerna samarbetade om teaterföreställningar. I Uppsala tog planerna på en stadsteater fart i samband med att Folkets Hus i Uppsala byggdes 1950. Regissören Hans Dahlin och Lennart Hedberg kom båda med samma idé. Dessa båda lyckades intressera dåvarande landshövdingen Hilding Kjellman för projektet. En kommitté tillsattes för att utreda och försöka intressera olika sponsorer. 
När teatern startade sin verksamhet spelåret 1950–1951 fanns det ingen egen teaterensemble utan man förlitade sig helt på gästspel. Premiärföreställningen den 23 september 1950 spelades av Kungliga Teatern som framförde Mozarts Figaros bröllop med operachefen Joel Berglund i titelrollen. Den första teaterchefen blev regissören Gösta Folke. 
Den första uppsättning som gjordes under Folkes regim var komedin Fyra krigares kärlek (The Love of Four Colonels) av Peter Ustinov och i den medverkade nästan hela den första ensemblen, däribland Agneta Prytz, Hans Strååt, Fylgia Zadig, Jan-Erik Lindqvist, Kerstin Rabe, Ingvar Kjellson och Meta Velander. I Folkes första ensemble fanns också skådespelaren och blivande Dramatenchefen Jan-Olof Strandberg och Anita Blom som genom åren blivit välkänd för publiken på stadsteatern. 
I samband med att teatern firade 50-årsjubileum 2001 gjordes en film med föreställningsbilder från åren som gått. 

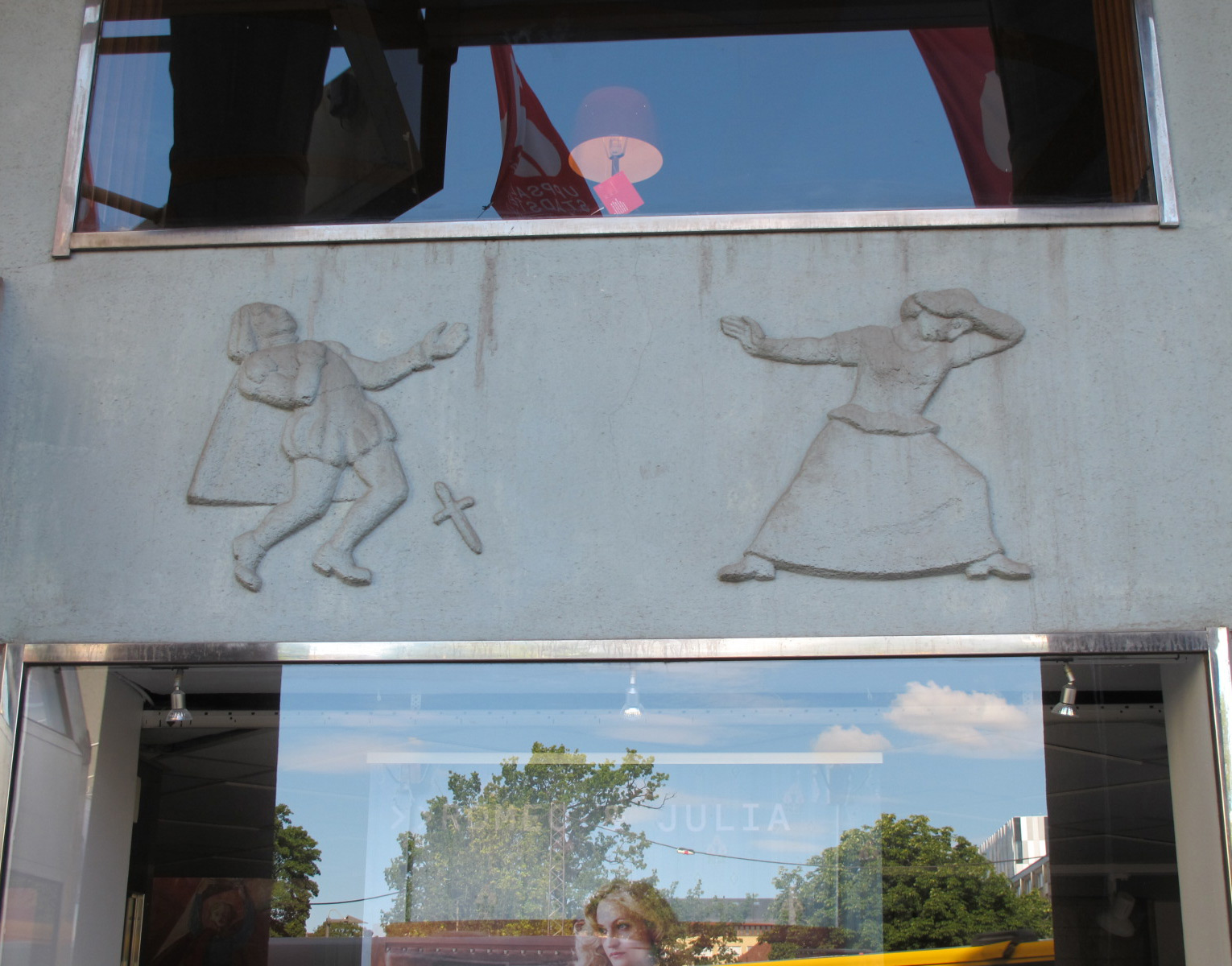
Bás-relief
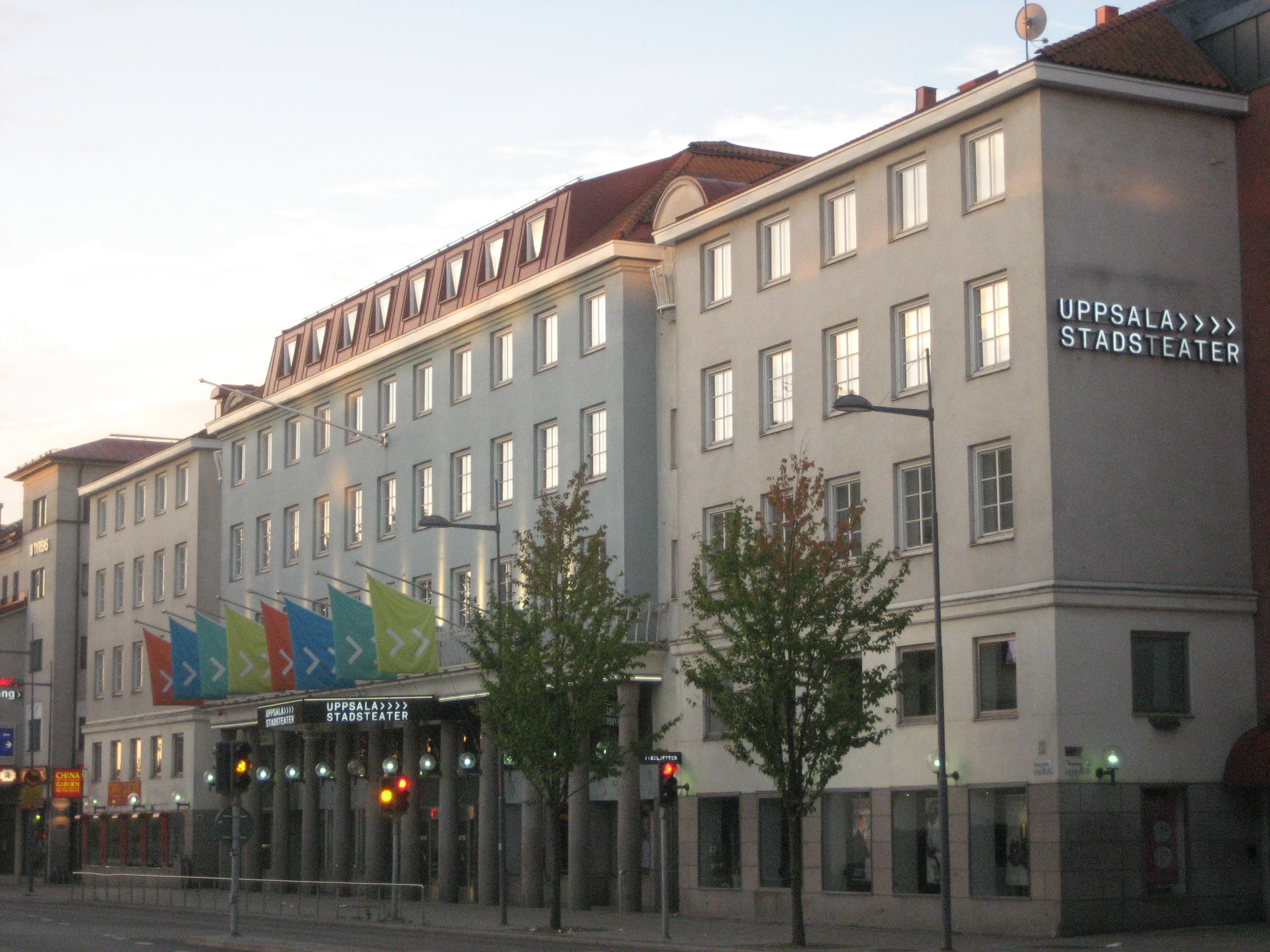
Uppsala Stadsteater hösten 2014
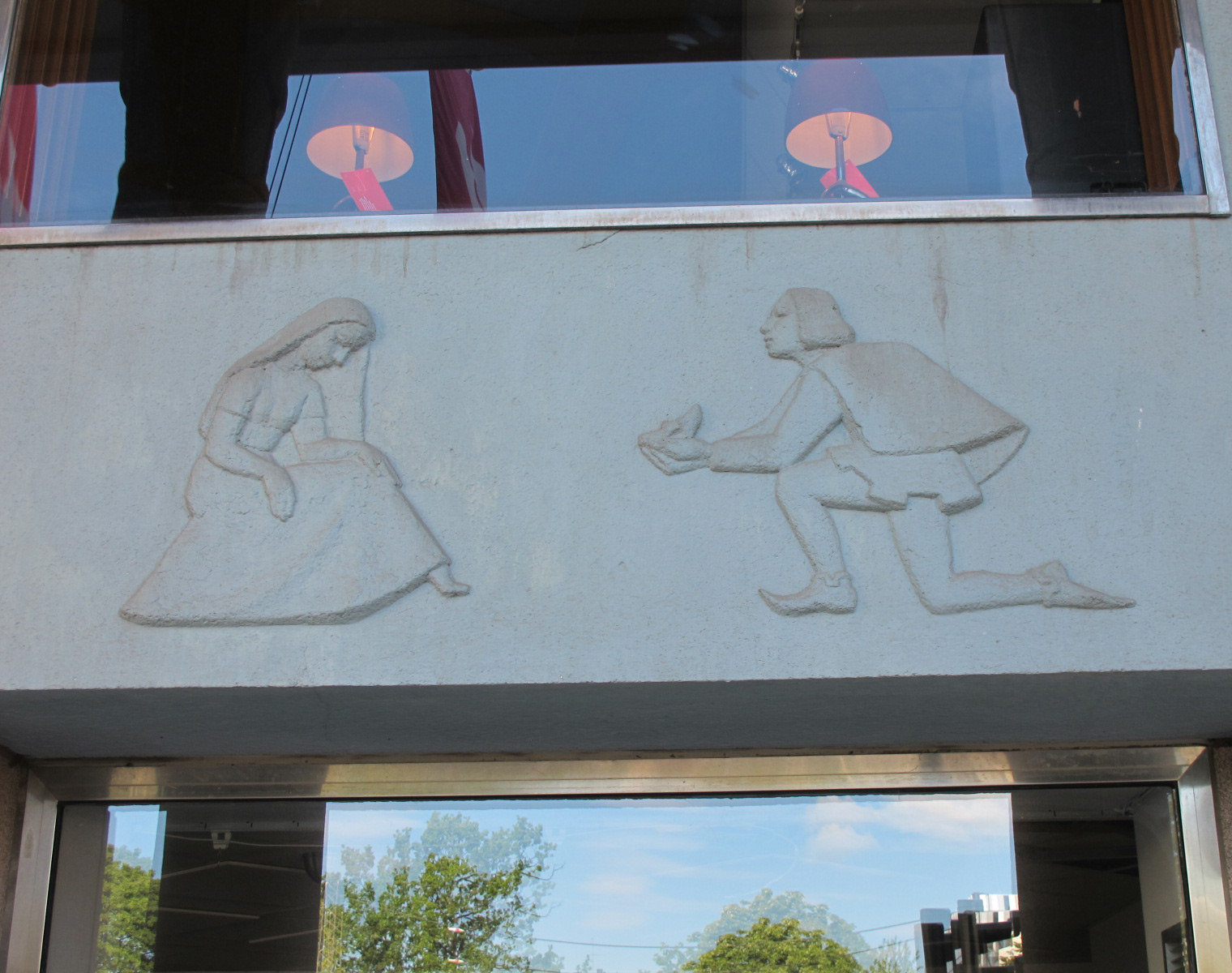
Bás-relief

## Scener
Teatern har fyra scener.
- Stora scenen med 528 åskådarplatser
- Lilla scenen med mellan 150 och 240 åskådarplatser (beroende på scenlösning)
- Ettan med 100 åskådarplatser
- Intiman (före detta Teaterhörnan, före detta Salongen) med 60–70 åskådarplatser

## Teaterchefer[3]
- 1951–57 – Gösta Folke
- 1957–61 – Carl-Axel Heiknert
- 1961–64 – Frank Sundström
- 1964–74 – Palle Granditsky
- 1974–79 – Lars Engström
- 1979–81 – Staffan Olzon
- 1981–85 – Pierre Fränckel
- 1985–91 – Åke Lundqvist
- 1991–97 – Finn Poulsen
- 1997–2007 – Stefan Böhm
- 2007–2016 – Linus Tunström
- 2016 – 2024 Petra Brylander
- 2024 - Rikard Lekander

## Byggnaden
Själva huset är ritat av stadsarkitekt Gunnar Leche år 1948 och uppfördes 1950 som Folkets hus. Invändigt har Sven Erixson målat en av väggarna runt Stora scenen med bilder ur bland annat Blodsbröllop av Federico García Lorca, Romeo och Julia och Richard III av William Shakespeare. Relieferna på fasaden utfördes av skulptören Allan Wallberg.